# Cadillac Catera
La Catera è un'autovettura mid-size di lusso prodotta dalla Cadillac dal 1997 al 2001 a Rüsselsheim, in Germania.

## La vettura
È stata venduta in Nord America come modello base della gamma Cadillac, ed era in sostanza una versione rimarchiata dell'Opel Omega. Ne sono stati venduti 94.801 esemplari. Venne commercializzata con un solo tipo di carrozzeria, berlina quattro porte.

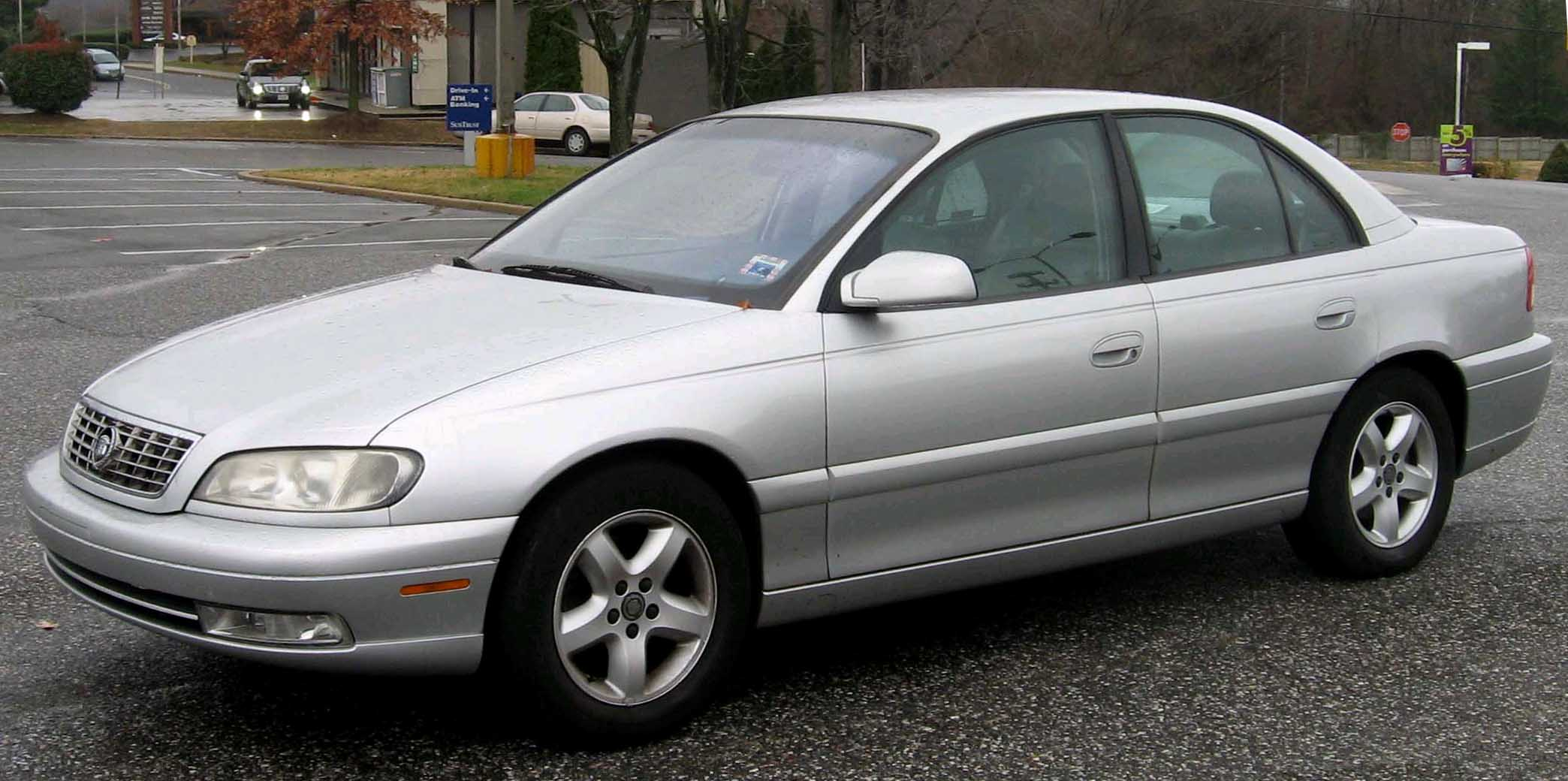
Una Cadillac Catera restyling 2000

La Catera aveva installato il motore General Motors L81, che era un V6 a 54° da 3 L di cilindrata e 200 CV di potenza. Il propulsore era installato anteriormente ed era fabbricato a Ellesmere Port, in Inghilterra, mentre la trazione era posteriore. Il cambio disponibile era il GM 4L30-E automatico a quattro rapporti, che era assemblato a Strasburgo, in Francia.
Nel 2000 il modello fu oggetto di un restyling; vennero rivisti il corpo vettura, le ruote e l'allestimento interno. I fari anteriori con carica ad alta intensità erano ora a richiesta, mentre le sospensioni furono irrigidite. Vennero aggiunti gli airbag laterali.
Dall'inizio del 1999 è stata offerta anche una versione Sport, che possedeva sedili riscaldabili e regolabili (con memoria) in 8 posizioni, ruote da 17 pollici, antifurto con allarme sonoro, apriporta del garage a tre canali, fari anteriori con carica ad alta intensità e spoiler posteriore.

## Le critiche
La Catera, a causa della scarsa affidabilità cagionata, ad esempio, da problemi di usura degli pneumatici e da cedimenti del motore dovuti alla mancata tensione della cinghia di distribuzione, venne ritirata dai mercati già nel 2001.
Nel 2009 la rivista Car and Driver criticò gli iniziali elogi rivolti al modello, citando la scarsa affidabilità e le sue prestazioni, che vennero verificate in un secondo momento e che, date le critiche, risultarono inferiori a quelle dichiarate.

## I modelli collegati
Il pianale della Catera continuò a essere utilizzato fino al 2006 dalla Pontiac GTO, che era la versione statunitense della Holden Monaro. Entrambi i veicoli erano fabbricati dalla Holden, in Australia. Questi due coupé ad alte prestazioni derivavano dalla Holden Commodore del 1997.
L'omologa della Catera, l'Opel Omega, venne tolta di produzione nel 2003.

## Gli esemplari venduti
| Anno | Unità  |
| ---- | ------ |
| 1996 | 1.676  |
| 1997 | 25.411 |
| 1998 | 25.333 |
| 1999 | 15.068 |
| 2000 | 17.290 |
| 2001 | 9.764  |
| 2002 | 244    |
| 2003 | 15     |